# Erase My Scars
Erase My Scars è il terzo singolo estratto dall'album omonimo della band Evans Blue. Questa canzone è stata realizzata nella metà del 2010 ed è dedicata al nipote del cantante Dan Chandler, scomparso all'età di 8 anni per un cancro che lo ha colpito al cervello. Il video musicale è stato diretto da Adrian Picardi e prodotto da Eric Ro della Northern Five Entertainment. "Erase My Scars" è arrivata anche alla 45ª posizione nella classifica Billboard Rock Songs.